# Pokojowa Nagroda Konfucjusza
Pokojowa Nagroda Konfucjusza (chiń. upr. 孔子和平奖; chiń. trad. 孔子和平獎; pinyin Kǒngzǐ Hépíngjiǎng) – wyróżnienie przyznawane od 2010 roku. Według oficjalnych deklaracji jej twórców przyznawana za działalność na rzecz pokoju światowego rozumianego wedle filozofii dalekowschodniej. Faktycznie została ustanowiona jako chińska reakcja na przyznanie Pokojowej Nagrody Nobla dysydentowi Liu Xiaobo. Laureat otrzymuje pozłacaną statuetkę Konfucjusza oraz 15 tysięcy USD.
Nagrodę ufundował chiński biznesmen Tan Changliu. Pierwszym laureatem nagrody został Lien Chan, były premier Republiki Chińskiej, działający na rzecz dialogu chińsko-tajwańskiego. Przyznanie nagrody odbyło się w atmosferze skandalu: okazało się, że Lien o otrzymaniu nagrody dowiedział się dopiero z mediów i w dodatku odmówił jej przyjęcia. Ostatecznie podczas uroczystej ceremonii nagrodę odebrała dziewczynka, której tożsamości organizatorzy nie zdradzili.
Społeczność międzynarodowa zareagowała krytycznie na chińską nagrodę, postrzegając ją jako jedynie zabieg propagandowy chińskich władz. Zwracano uwagę na podobieństwo do Nagrody Narodowej III Rzeszy, ufundowanej jako odpowiedź na przyznanie Pokojowej Nagrody Nobla Carlowi von Ossietzky'emu, oraz reakcji władz ZSRR na Nobla dla Andrieja Sacharowa.
Kontrowersyjne okoliczności towarzyszyły także przyznaniu nagrody po raz drugi. We wrześniu 2011 roku chińskie Ministerstwo Kultury wydało oświadczenie, że komitet przyznający nagrodę został rozwiązany i nie będzie ona już więcej przyznawana. Wkrótce potem pojawiła się nieznana szerzej organizacja pozarządowa z Hongkongu, która powołała nowy komitet. W skład 16-osobowego komitetu wszedł Kong Qingdong, profesor Uniwersytetu Pekińskiego, bezpośredni potomek Konfucjusza w 73. pokoleniu, znany głównie ze swoich licznych kontrowersyjnych wypowiedzi. Nagrodę za sprzeciw wobec interwencji NATO w Libii otrzymał premier Rosji Władimir Putin. Podobnie jak rok wcześniej laureat nie pojawił się jednak w Pekinie na uroczystej ceremonii, a nagrodę wręczono dwóm rosyjskim studentkom. Analogiczne sytuacje powtarzały się w kolejnych latach: w imieniu odznaczonego w 2014 roku emerytowanego kubańskiego przywódcy Fidela Castro statuetkę odebrał kubański student, zaś uhonorowany w 2015 roku prezydent Zimbabwe Robert Mugabe odmówił przyjęcia nagrody.

## Laureaci
- 2010 – Lien Chan
- 2011 – Władimir Putin
- 2012 – Kofi Annan, Yuan Longping[14]
- 2013 – Yi Cheng[15]
- 2014 – Fidel Castro[16]
- 2015 – Robert Mugabe[17]
- 2016 – Shen Liangliang, Yang Shupeng, Li Lei[18]
- 2017 – Hun Sen[19]